# Jüri Tamm
Pour les articles homonymes, voir Tamm.
Jüri Tamm, né le 5 février 1957 à Pärnu et mort le 22 septembre 2021, est un athlète estonien spécialiste du lancer du marteau.

## Biographie
Jüri Tamm a remporté deux médailles olympiques et une médaille aux championnats du monde pour l'Union soviétique.
Il a également été détenteur du record du monde du lancer du marteau pour une brève période en 1980. En 1992, il terminait encore cinquième aux Jeux olympiques de Barcelone y défendant cette fois-ci les couleurs de l'Estonie.
En 1998, il s'est lancé dans la politique. Il a été élu au parlement d'Estonie pour le Parti social-démocrate.

### Palmarès
| Date | Compétition                | Lieu      | Résultat | Performance |
| ---- | -------------------------- | --------- | -------- | ----------- |
| 1980 | Jeux olympiques            | Moscou    | 3e       | 78,96 m     |
| 1981 | Universiade                | Bucarest  | 2e       | 76,54 m     |
| 1983 | Universiade                | Edmonton  | 1er      | 76,82 m     |
| 1985 | Coupe du monde des nations | Canberra  | 1er      | 82,12 m     |
| 1986 | Finale du Grand Prix IAAF  | Rome      | 3e       | —           |
| 1987 | Championnats du monde      | Rome      | 2e       | 80,84 m     |
| 1988 | Jeux olympiques            | Séoul     | 3e       | 81,16 m     |
| 1992 | Jeux olympiques            | Barcelone | 5e       | 77,52 m     |

### Records
| Épreuve           | Performance | Lieu            | Date             |
| ----------------- | ----------- | --------------- | ---------------- |
| Lancer du marteau | 84,40 m     | Banská Bystrica | 9 septembre 1984 |

## Récompenses et distinctions
- Ordre de l'Étoile blanche d'Estonie de 4e classe, 2006